# كارلوس بيدروسو
كارلوس بيدروسو (مواليد 28 يناير 1967) هو مبارز بالسيف كوبي، مثّل بلاده في الألعاب الأولمبية الصيفية 2000.

## روابط خارجية
- كارلوس بيدروسو على موقع أوليمبيديا (الإنجليزية)